# Goleš (Travnik)
Pour les articles homonymes, voir Goleš.
Goleš (en cyrillique : Голеш) est un village de Bosnie-Herzégovine. Il est situé dans la municipalité de Travnik, dans le canton de Bosnie centrale et dans la fédération de Bosnie-et-Herzégovine. Selon les premiers résultats du recensement bosnien de 2013, il compte 437 habitants.

## Démographie

### Évolution historique de la population dans la localité
| 1948 | 1953 | 1961 | 1971 | 1981  | 1991  | 2013 |
| ---- | ---- | ---- | ---- | ----- | ----- | ---- |
| -    | -    | 760  | 819  | 1 000 | 1 081 | 437  |

|  |

### Communauté locale
En 1991, la communauté locale de Goleš comptait 1 959 habitants, répartis de la manière suivante :